# Hayal Köseoğlu
Hayal Köseoğlu (Istanbul, 20 dicembre 1992) è un'attrice e cantante turca, nota per aver interpretato il ruolo di Açelya Dingin nella serie Il dottor Alì (Mucize Doktor).

## Biografia
Hayal Köseoğlu è nata il 20 dicembre 1992 a Istanbul (Turchia); a soli sei anni ha iniziato a recitare in televisione.

## Carriera
Hayal Köseoğlu dopo aver completato l'istruzione primaria e secondaria, ha deciso di iscriversi presso la facoltà di belle arti del dipartimento di drammaturgia e recitazione dell'Università Aydın di Istanbul, dove alcuni anni dopo ha conseguito la laurea e in seguito si è formata anche in musica e canto.
Nel 1998, all'età di sei anni, ha fatto la sua prima apparizione sul piccolo schermo nella serie in onda su Kanal D Ruhsar. L'anno successivo, nel 1999, ha ricoperto il ruolo di Zekiye nella serie in onda su ATV Mahallenin Muhtarları. Dal 2008 al 2010 è tornata a recitare sul piccolo schermo con il ruolo di Pelin nella serie in onda su Kanal D Aşk-ı Memnu. Nel 2011 è entrata a far parte del cast della serie televisiva storica in onda su Show TV Il secolo magnifico (Muhteşem Yüzyıl), nel ruolo di Nilüfer Hatun.
Nel 2016 ha interpretato il ruolo di Merve Altınköprü nella serie in onda su Show TV Arkadaşlar İyidir. L'anno successivo, nel 2017, ha ricoperto il ruolo di Zeynep Gürsoy nella serie in onda su Star TV İstanbullu Gelin. Nello stesso anno ha preso parte allo spettacolo teatrale Fantastik Hikayeler Makinesi, mentre nel 2018 nello spettacolo Yakaranlar. Nel 2017 e nel 2018 ha preso parte al cast della serie in onda su Star TV Ufak Tefek Cinayetler, nel ruolo di Derya. Nel 2019 ha ricoperto il ruolo di Deniz nel film Sesinde Aşk Var diretto da Osman Taşcı, quello di Duygu nel film Özgür Dünya diretto da Şevki Es e Faruk Aksoy e quello di Ova da giovane nel film 7. Koğuştaki Mucize diretto da Mehmet Ada Öztekin.
Dal 2019 al 2021 è stata scelta per interpretare il ruolo di Açelya Dingin nella serie televisiva medica in onda su Fox Il dottor Alì (Mucize Doktor), insieme agli attori Taner Ölmez, Sinem Ünsal, Onur Tuna, Hazal Türesan, Murat Aygen e Fırat Altunmeşe. Nel 2020 ha preso parte al cast del film Bir Nefes Daha diretto da Nisan Dag, nel ruolo di Efsun. L'anno successivo, nel 2021, ha ricoperto il ruolo di Tutku nel film Beni Sevenler Listesi diretto da Emre Erdogdu e quello di Özge nella web serie di BluTV Bonkis.
Nel 2021 e nel 2022 ha ottenuto il ruolo di Sasha Doğan nella serie in onda su Fox Mahkum, insieme agli attori İsmail Hacıoğlu, Onur Tuna, Melike İpek Yalova, Seray Kaya e Gökçe Eyüboğlu. Nel 2022 ha interpretato il ruolo di Simge Saygın nella web serie di GAİN Cezailer. L'anno successivo, nel 2023, è entrata a far parte del cast della serie in onda su ATV Altın Kafes, nel ruolo di Ahu Karataş. Nel 2024 ha ricoperto il ruolo di Damla Leto nella serie in onda su Fox Hudutsuz Sevda.

## Filmografia

### Cinema
- Sesinde Aşk Var, regia di Osman Taşcı (2019)
- Özgür Dünya, regia di Şevki Es e Faruk Aksoy (2019)
- 7. Koğuştaki Mucize, regia di Mehmet Ada Öztekin (2019)
- Bir Nefes Daha, regia di Nisan Dag (2020)
- Beni Sevenler Listesi, regia di Emre Erdogdu (2021)

### Televisione
- Ruhsar – serie TV, 1 episodio (Kanal D, 1998)
- Mahallenin Muhtarları – serie TV (ATV, 1999)
- Aşk-ı Memnu – serie TV, 18 episodi (Kanal D, 2008-2010)
- Il secolo magnifico (Muhteşem Yüzyıl) – serie TV, 14 episodi (Show TV, 2011)
- Arkadaşlar İyidir – serie TV, 10 episodi (Show TV, 2016)
- İstanbullu Gelin – serie TV, 9 episodi (Star TV, 2017)
- Ufak Tefek Cinayetler – serie TV, 45 episodi (Star TV, 2017-2018)
- Il dottor Alì (Mucize Doktor) – serie TV, 64 episodi (Fox, 2019-2021)
- Mahkum – serie TV, 31 episodi (Fox, 2021-2022)
- Altın Kafes – serie TV, 5 episodi (ATV, 2023)
- Hudutsuz Sevda – serie TV (Fox, dal 2024)

### Web TV
- Bonkis – web serie, 1 episodio (BluTV, 2021)
- Cezailer – web serie, 8 episodi (GAİN, 2022)

## Teatro
- Fantastik Hikayeler Makinesi (2017)
- Yakaranlar (2018)

## Doppiatrici italiane
Nelle versioni in italiano dei suoi film e delle sue serie TV, Hayal Köseoğlu è stata doppiata da:
- Valentina De Marchi[31] ne Il dottor Alì[32]

## Riconoscimenti
- International Izmir Film Festival
  - 2020: Candidata come Miglior attrice non protagonista in un film per 7. Koğuştaki Mucize

- Turkish Film Critics Association (SIYAD) Awards
  - 2022: Candidata come Miglior attrice non protagonista per il film Beni Sevenler Listesi

- Turkey Youth Awards
  - 2020: Candidata come Miglior attrice televisiva non protagonista per la serie Il dottor Alì (Mucize Doktor)